# سوق لبدة
لبدة؛ حي من أعرق أحياء مدينة حائل القديمة في شمال نجد في المملكة العربية السعودية، وليس لنشأة حي لبدة تاريخ معروف في هذا العهد، لكنها معروفة منذ ما يزيد عن ثلاثة قرون. وكان في لبدة موضع السوق الرئيسة في حائل في أوائل القرن الثالث عشر الهجري.
وللبدة أهمية تاريخية واجتماعية وثقافية فقد أنجبت عدداً كبيراً من علماء ووجهاء وأدباء حائل في القرون الماضية ، وكانت حاضرة بقوة في حوادث حائل في تلك الحقبة. ويعرف سكان الحي بأهل لبدة.
ومن مشاهيرهم من قبيل التمثيل لا الحصر: الشيخ صالح السالم ، والشيخ حمود الحسين، والكاتب فهد العلي العريفي وغيرهم.